# 220 Volt (album)
220 Volt è il primo album in studio del gruppo musicale svedese omonimo, pubblicato nel 1983 dall'etichetta discografica CBS Records.

## Tracce
1. Lonely Nights – 4:31
2. No Return – 5:55
3. The End of the World – 5:26
4. Gypsy Queen – 3:47
5. Nightwinds – 5:58
6. Child of the Night – 2:47
7. Stop and Look Back – 4:47
8. Prisoner of War – 2:53
9. Woman in White – 3:14

## Formazione
- Jocke Lundholm – voce
- Thomas Drevin – chitarra
- Mats Karlsson – chitarra
- Mike Larsson – basso
- Peter Hermansson – batteria